# Подлужье (Костромская область)
Подлу́жье — деревня в Островском районе Костромской области. Входит в состав Адищевского сельского поселения.

## География
Деревня расположена в южной части Костромской области, на расстоянии примерно 22 км (по прямой) к юго-востоку от посёлка Островское, административного центра района.
Часовой пояс
Деревня Подлужье как и вся Костромская область, находится в часовой зоне МСК (московское время). Смещение применяемого времени относительно UTC составляет +3:00.

## Население
| 2008 | 2010 | 2014 |
| ---- | ---- | ---- |
| 0    | →0   | →0   |